# 丽江马铃苣苔
丽江马铃苣苔（学名：Oreocharis forrestii），为苦苣苔科马铃苣苔属下的一个种。

## 扩展阅读
維基物種上的相關：丽江马铃苣苔